# Trương Vân Long
Trương Vân Long (tiếng Trung: 张云龙, sinh ngày 2 tháng 3 năm 1988 tại Đại Liên, Liêu Ninh, Trung Quốc) tên tiếng Anh Leon Zhang là một diễn viên Trung Quốc.

## Sự nghiệp
Trương Vân Long xuất hiện lần đầu trong vở kịch sân khấu Thunderstorm, và tham gia diễn xuất trong một số bộ phim ngắn. Năm 2012, Long đã giành được giải thưởng nam diễn viên chính xuất sắc nhất tại Cuộc thi Phim gốc dành cho Sinh viên Bắc Kinh nhờ màn biểu diễn trong Love Express.
Năm 2013, sau khi tốt nghiệp tại Học viện Điện ảnh Bắc Kinh,  anh được Dương Mịch chọn đóng vai chính trong bộ phim do cô tự sản xuất, V. Love. Cùng năm đó, anh ấy đã được giới thiệu trong bộ phim chính kịch hành động giả tưởng Cổ Kiếm Kỳ Đàm.